# City of Ghosts (2017)
City of Ghosts é um filme documentário americano em idioma árabe sobre o grupo activista de meios de comunicação sírio Al Raqa está a ser massacrada em silêncio ante as realidades das vidas das pessoas, a execução e o exílio após a sua pátria fter sido tomada pelo ISIS em 2014. O filme foi dirigido pelo cineasta nomeado ao Óscar e vencedor do Prémio Emmy Matthew Heineman.
Heineman ganhou o prémio Outstanding Directorial Achievement in Documentary nos Prémios do Sindicato de Directores pelo filme, convertendo-se num de apenas três pessoas a ganhar o prestigioso prémio duas vezes. City of Ghosts também ganhou o Prémio Coragem Debaixo de Fogo da Associação Internacional de Documentários "em reconhecimento da sua notória valentia na busca da verdade" e foi agregado em mais de 20 listas de críticos de fim de ano por Melhor Documentário de 2017. City of Ghosts foi nomeado para um prémio Primetime Emmy por Méritos Excepcionais no Cinema Documentário e previamente foi nomeado para um Prémio BAFTA, um Prémio PGA e um IDA Award ao melhor filme documentário.

## Libertação
O filme estreou-se no Festival de Cinema de Sundance de 2017. Posteriormente foi adquirido pela Amazon em $2 milhões.
O filme estreou-se em salas de cinema pela Amazon Studios, Umna&E IndieFilms e IFC Films a 14 de Julho de 2017.

## Prémios e nomeações
| Prêmio                                             | Categoria                                                      | Nomeado          | Resultado |
| -------------------------------------------------- | -------------------------------------------------------------- | ---------------- | --------- |
| BAFTA Awards                                       | melhor documentário                                            | City of Ghosts   | Nomeado   |
| Chicago Film Critics Association                   | melhor documentário                                            | City of Ghosts   | Nomeado   |
| Cinema Eye Honors                                  | melhor documentário, melhor director, melhor produtor          | City of Ghosts   | Nomeado   |
| CPH:Dox                                            | prémio da audiência                                            | City of Ghosts   | Vencedor  |
| Creative Arts Emmy Awards                          | Méritos Excepcionais no Cinema Documentário                    | City of Ghosts   | Nomeado   |
| Critics Choice Documentary Awards                  | melhor director, melhor documentário                           | Matthew Heineman | Nomeado   |
| Dallas Fort Worth Film Critics Association         | melhor documentário                                            | City of Ghosts   | Vencedor  |
| Dallas International Film Festival                 | prémio coração de prata                                        | City of Ghosts   | Vencedor  |
| Director's Guild of America Awards                 | Outstanding Directorial Achievement in Documentary             | Matthew Heineman | Vencedor  |
| Docville                                           | prémio do júri melhor consciência documentária                 | City of Ghosts   | Vencedor  |
| Galway Film Fleadh                                 | Best Human Rights Feature                                      | City of Ghosts   | Vencedor  |
| Greenwich International Film Festival              | melhor filme de impacto social                                 | City of Ghosts   | Vencedor  |
| International Documentary Association              | prémio à coragem debaixo de fogo                               | Matthew Heineman | Vencedor  |
| International Documentary Association Awards       | melhor documentário                                            | City of Ghosts   | Nomeado   |
| International Press Academy Satellite Awards       | melhor fotografia documentária                                 | City of Ghosts   | Nomeado   |
| Iowa Filme Critics Association                     | melhor documentário                                            | City of Ghosts   | Nomeado   |
| Jerusalem Film Festival                            | melhor documentário                                            | City of Ghosts   | Vencedor  |
| Melbourne International Film Festival              | melhor documentário                                            | City of Ghosts   | Nomeado   |
| Montclair Film Festival                            | prémio especial do júri para director                          | Matthew Heineman | Vencedor  |
| Munich Film Festival                               | prémio Fritz-Gerlich                                           | Matthew Heineman | Vencedor  |
| North Texas Film Critics Association               | melhor documentário                                            | City of Ghosts   | Nomeado   |
| Producers Guild of America Awards                  | Outstanding Producer of Documentary Theatrical Motion Pictures | Matthew Heineman | Nomeado   |
| Phoenix Critics Circle                             | melhor filme documentário                                      | City of Ghosts   | Vencedor  |
| Phoenix Film Critics Society Awards                | melhor documentário                                            | City of Ghosts   | Vencedor  |
| San Francisco Filme Critics Circle                 | melhor documentário                                            | City of Ghosts   | Nomeado   |
| Seattle Film Critics Awards                        | melhor documentário                                            | City of Ghosts   | Nomeado   |
| Seattle International Film Festival                | prémio Golden Space Needle                                     | City of Ghosts   | Nomeado   |
| Sheffield Doc/Fest Awards                          | grande prémio do júri                                          | City of Ghosts   | Vencedor  |
| Social Impact Média Awards                         | Documentary Features                                           | City of Ghosts   | Nomeado   |
| St. Louis Film Critics Association                 | melhor documentário                                            | City of Ghosts   | Nomeado   |
| Sundance Film Festival                             | prémio Candescent                                              | City of Ghosts   | Vencedor  |
| Sundance Film Festival                             | grande prémio do júri - documentário americano                 | Matthew Heineman | Nomeado   |
| Washington DC Area Film Critics Association Awards | melhor documentário                                            | City of Ghosts   | Nomeado   |